# 妖火
妖火是倪匡筆下著名科幻小說衛斯理系列之一，是衛斯理系列首部加入科幻元素的小說，涉及有關生物工程學的科幻成份。台灣中華電視台曾拍攝為電視連續劇。新版小說將《妖火》後半部編成《真菌之毀滅》。

## 內容簡述

### 行為怪異的老紳士
年三十晚衛斯理在大街上遇見行為怪異的老紳士張海龍，他是一個銀行家，也是一個只剩下女兒張小娟相伴的孤獨老人。他的學生物的兒子張小龍三年前被綁架，當他知道衛斯理的名字後，便將找回失蹤兒子下落的希望放在衛斯理身上。 

### 世界上最怪異的實驗室
在生物學家張小龍的大屋中衛斯理遇見幾件怪事：兩個神秘的侏儒、一頭只吃草的美洲黑豹，以及窗口莫名昇起的一團「妖火」！

### 妖火
在陸續的調查中，衛斯理開始發現老人的兒子張小龍並不是尋常的生物學家，而他所研究的項目，似乎和整件神秘事件及自己的失蹤有直接關係。而張小龍的孿生姐姐張小娟。亦有著神秘的身份，是敵是友。連衛斯理自己亦感到難以分辨。

### 神秘的空屋
衛斯理發現羅柏楊住在頓士潑道一棟雙拚公寓裡，衛斯理潛入調查。公寓一邊是空屋，羅柏楊本人住另一側的屋子。兩者出入通道不同。衛斯理夜探空屋。發現羅柏楊已死於毒針。離去時衛斯理卻意外被巴西來的走私者覺度士擄走，覺度士並打算逼衛斯理吐露已知事情。只是與羅柏楊一樣，覺度士亦死於神秘的毒針。

### 野心集團的海底總部
衛斯理被野心集團的莎芭擄走，逼他交出張小龍的實驗計畫書和研究數據報告。衛斯理趁機潛入海底總部調查，意外發現他的對手是野心集團(希特勒)首領及他的手下。

### 逃亡計畫
在海底總部的建築底下樓層。衛斯理終於見到張小龍。原來魔鬼集團企圖逼使張小龍與之合作，發展出改變人性的內分泌研究，以達到野心集團統治世界的野心，但為了挽救全人類不被控制的命運，張小龍選擇與敵人玉石俱焚，同歸於盡的做法，衛斯理見力勸不果，亦只有自己獨自離開這恐怖組織的總部。

### 魚囊
野心集團的首領認為衛斯理不相信他們擁有毀滅世界的力量。在大西洋以死光消滅了美國核子動力潛艇長尾鯊號，只為了讓衛斯理折服於野心集團的科學力。衛斯理認為海底總部中唯一能協助他逃離「魔鬼集團」的人，是司電梯的老人久繁。同時衛斯理發現野心集團的工程師『五郎』發明了「魚囊」一種可以在海中優游的小潛艇。衛斯理將老人打昏，藏在電梯頂上。五郎被衛斯理化妝成久繁老人蒙騙，反被衛斯理利用來逃離海底總部。

### 雙生子的性格
衛斯理將魚囊藏在海中，游泳來到沙灘上，衛斯理原以為脫逃成功。可惜魔鬼集團的莎芭率手下追蹤而至。莎芭原要凌虐衛斯理致死。卻被衛斯理反過來利用。衛斯理原本以為張小龍終於向野心集團屈服。直至發現跟張小龍有心靈感應的姐姐張小娟變了植物人以後，衛斯理終於知道張小龍還是為了全人類而犧牲了。

### 真菌之毀滅
衛斯理在張海龍別墅。遇見野心集團的漢克。原來在張海龍別墅後山有著一個野心集團的秘密基地。有地底通道。連接到張海龍的屋子。在地下室中有著一個巨大螢幕。衛斯理藉此看到野心集團的毀滅。原來張小龍以冬蟲夏草培養出一試管的植物性真菌。張小龍利用野心集團大集會的時機將之散佈在通氣管和空調系統中。所有吸入這種真菌的人都會變成植物。牢牢固定在地上。像一株人形樹木。以自己一人的犧牲毀滅了野心集團。

### 妖火的真相
真正的「妖火」之謎，只有在小說最後數段文字中才真正揭開了謎底。野心集團以幻燈片投影在濃霧中投射妖火現象。讓張小龍他以為自己身患神經衰弱。而張小龍是被心理醫生擄走的。

## 作者想表達的想法
- 《妖火》故事的幻想成份。主要是生物工程學的研究，以及真菌的繁殖。人類對生命的掌握愈來愈大，透過基因改造可以改變到人的本性，結果亦成為野心家對人操控的工具，對衛斯理而言，這是全人類的可悲。
- 真菌的繁殖。速度是幾何級數。可以瞬間將人變成樹木。宛如冬蟲夏草。
- 《妖火》故事的另一個科學發明是魚囊。一種可以在海中優游的單人小潛艇。可以由魚雷管發射。

本故事亦曾經被改編成廣播劇。

## 主要人物
- 衛斯理 - 第一人稱主角，好管閒事，喜好冒險的年輕人。
- 張海龍 - 張小娟及張小龍的父親，有錢的銀行家。在市郊有棟別墅。
- 張小娟 - 張小龍的雙生姐姐，身份立場撲朔迷離。
- 印地安侏儒 - 一男一女的特瓦族人侏儒，視衛斯理為大力神，實驗室看守人。
- 楊天復 - 洋名是羅柏楊，獨自住在一座空屋中，衛斯理探查空屋時，被覺度士手下擄走。
- 大隻古 - 有犯罪資料掌握在衛斯理手上，對衛斯理心存忌憚的犯罪份子，從覺度士手中救出衛斯理。
- 覺度士 - 走私者，巴西人，來到本地與羅伯楊，和傑加船長等人聯絡，後被神秘毒針殺死。
- 傑加船長 - 居住在張海龍宅中的外國人，被神秘毒針殺死。
- 霍華德 - 國際警方人員，國際警察幹部納爾遜的手下，後被毒針刺死。
- 莎芭 - 巴西混血女子，心狠手辣的人物，為了報復衛斯理，反被利用。
- 漢克 - 高傲的野心集團人物，追蹤衛斯理而至。
- 甘木中將 - 日本人，在野心集團海底總部的首領的四個秘書之一。
- 張小龍 - 生物學家，研發出成果被野心集團利用，能利用內分泌改變生物性格。有偉大情操的生物學家。
- 希特勒 - 魔鬼集團首領，野心勃勃的野心組織首領，企圖逼張小龍協助他們控制世界。
- 五郎 - 被衛斯理化妝成久繁老人蒙騙，協助他逃離「魔鬼集團」的人。發明了「魚囊」一種可以在海中優游的小潛艇，反被衛斯理利用來逃離野心集團的海底總部。
- 久繁 - 野心集團的電梯司理老人，被衛斯理打昏。藏在電梯頂上，北海道人。
- 納爾遜 - 國際警察部隊首長，用電話遙控衛斯理。在衛斯理背後提供協助。

## 電視劇
- 台灣中華電視公司以國語於1983年7月18日星期一至7月22日星期五，每日晚上八時至九時三分播出「科幻劇場」之《妖火》，合計共5集。為華視「衛斯理傳奇」系列劇集第二個故事。
  - 楊光友 飾演 衛斯理
  - 劉芳英 飾演 白素

## 廣播劇
- 大陸廣州電台於2004年起以粵語首播衛斯理廣播劇，由主播講出《妖火》故事。 
  - 主播:吳克
  - 合共32集

## 相關書目
- 《真菌之毀滅》

| 前任者： 003 衛斯理與白素       | 衛斯理系列（按編號） 004                                                | 繼任者： 005 真菌之毀滅   |
| 前任者： 地底奇人、衛斯理與白素 | 衛斯理系列（按連載時序） 1964年2月13日至1964年8月4日 （包括真菌之毀滅） | 繼任者： 藍血人、回歸悲劇 |